# Нове-Замки (район)

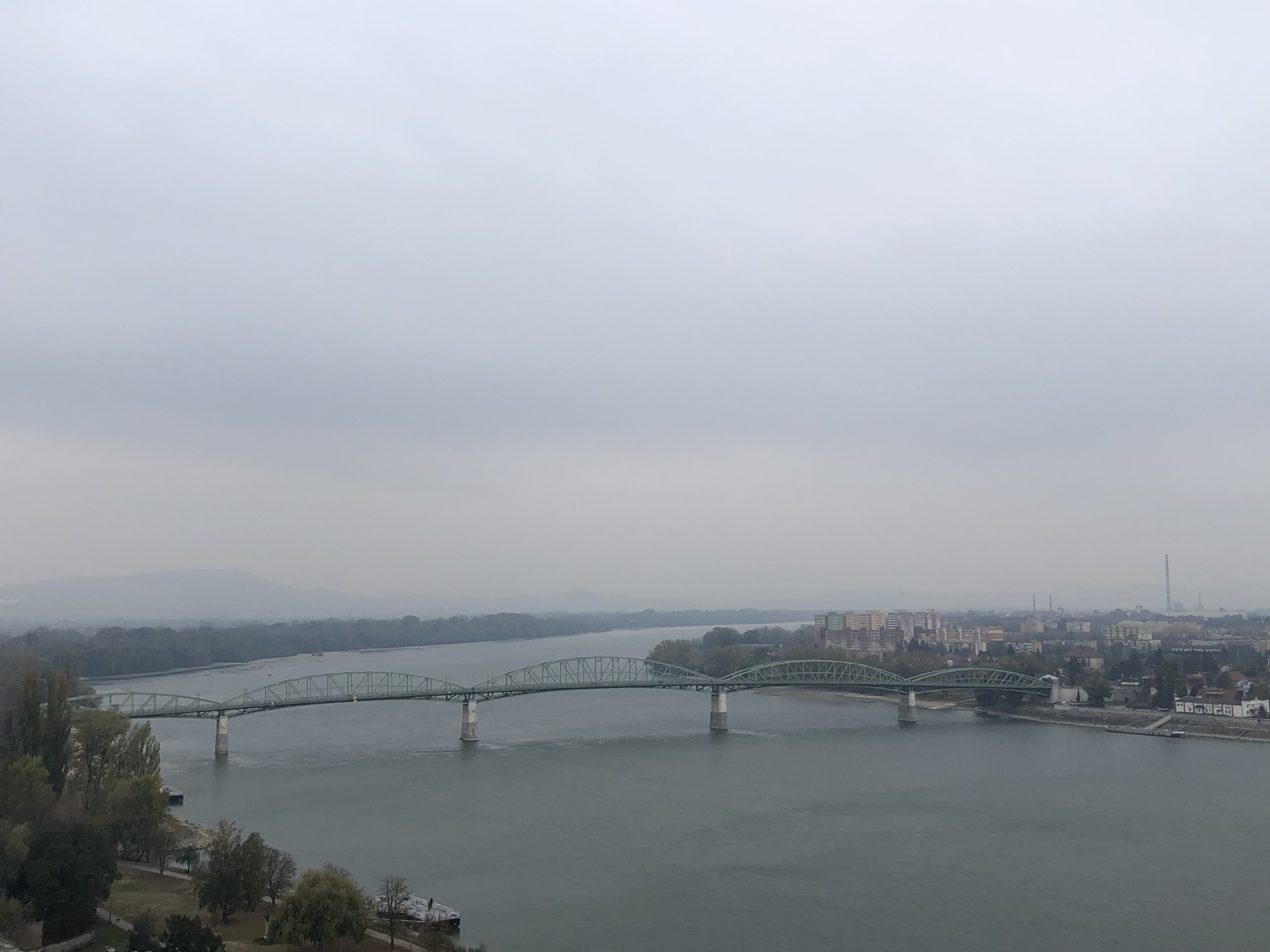
Мост Марии Валерии

Район Нове-Замки (словац. Okres Nové Zámky) — район Словакии. Находится в Нитранском крае.

## Население
| Год:        | 1994    | 2004    | 2014    | 2024    |
| ----------- | ------- | ------- | ------- | ------- |
| Broj ljudi: | 152 674 | 148 001 | 142 317 | 134 231 |
| Разница:    |         | −3,06 % | −3,84 % | −5,68 % |

### Статистические данные (2001)

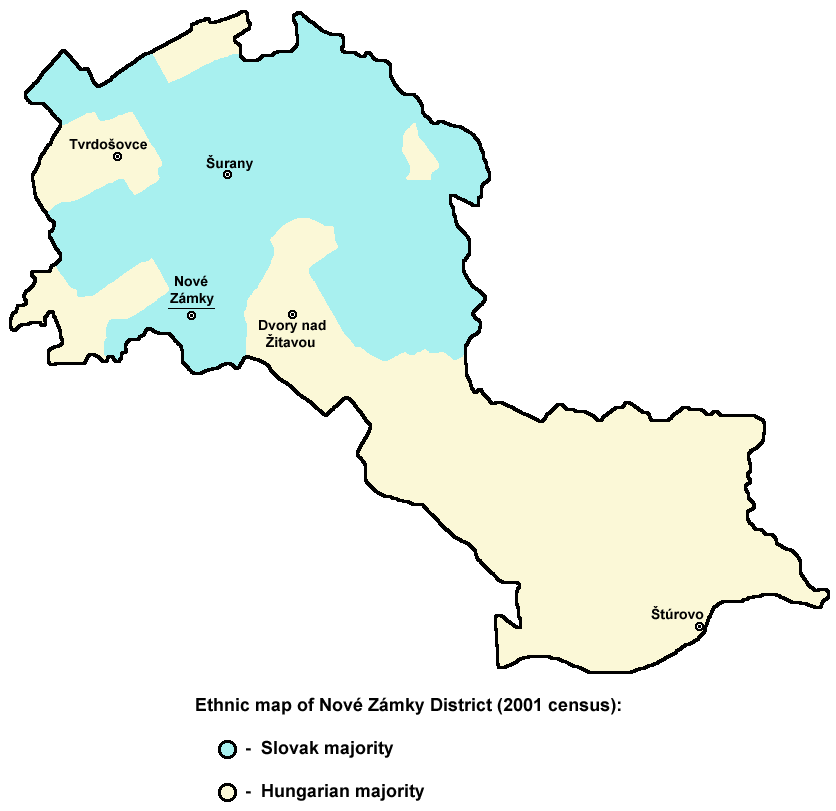
Этнический состав (2001)

Национальный состав:
- Словаки — 59,5 %
- Венгры — 38,3 %
- Цыгане — 0,6 %
- Чехи — 0,6 %

Конфессиональный состав:
- Католики — 82,7 %
- Реформаты — 2,9 %
- Лютеране — 1,6 %